# Drvenik Veliki
Drvenik Veliki (olaszul: Zirona Grande) falu Horvátországban Split-Dalmácia megyében. Közigazgatásilag Trogirhoz tartozik.

## Fekvése
Trogir központjától 10 km-re délnyugatra, Dalmácia középső részén a Drvenik Veli-szigeten (más néven Girona), a sziget legmélyebb, északnyugatra nyíló öblében fekszik. A szigetet a kontinenstől a Drveniki-csatorna (Drvenički kanal), Šolta szigetétől a Šoltai-csatorna (Šoltanski kanal), a szomszédos Drvenik Mali szigetétől pedig a Drveniki kapu (Drvenička vrata) választja el.

## Története
A régészeti leletek tanúsága szerint a sziget már az ókorban lakott volt. Ezt bizonyítja a Gračina nevű magaslaton, a Szent Miklós templom körül előkerült ókori erődített település maradványa és több, a szigeten talált ókori cserép- és amfora töredék. A sziget első írásos említése 1272-ben egy trogiri jegyzői okiratban történt az ókori „Girona” néven. 1420-ban Trogirral együtt a sziget is velencei fennhatóság alá került. Nagyobb arányú betelepülése a török hódítással van összefüggésben. A 15. századtól ugyanis a kontinensen terjeszkedő új hatalom elől a lakosság nagy része a biztonságosabb szigetekre települt át. Ez az állandó település kialakulásának időszaka. A menekültek legnagyobb része Oriovicáról, Vinišćéről és más Trogir környéki falvakból érkezett. A mai település alapításának általában az 1500-as évet a Szent György plébániatemplom építését tekintik. Ezt az időpontot erősítik a fennmaradt fal- és cserépmaradványok is. Didak Manola trogiri püspök kétszer is járt vizitáción a szigeten 1756-ban és 1760-ban, ahol két állandó települést jegyzett fel Drvenik és Grabule falvakat. Rajtuk kívül még tíz, kisebb házcsoport létezett, melyek részben a mai napig is fennállnak. Az itt élők fő megélhetési forrását ebben az időben a fakitermelés, az állattartás és a halászat adta. 1797-ben a Velencei Köztársaság megszűnésével a település Habsburg Birodalom része lett. 1806-ban Napóleon csapatai foglalták el és 1813-ig francia uralom alatt állt. Napóleon bukása után ismét Habsburg uralom következett, mely az első világháború végéig tartott. A település első iskolája 1856-ban nyílt meg. 1857-ben 476, 1910-ben 914 lakosa volt. Az I. világháború után rövid ideig az Olasz Királyság, ezután a Szerb-Horvát-Szlovén Királyság, majd Jugoszlávia része lett. A település lakossága 2011-ben 150 fő volt, akik a turizmus mellett mezőgazdaságból (szőlő- és olívatermelés) éltek.

## Lakosság
| Lakosság változása | Lakosság változása | Lakosság változása | Lakosság változása | Lakosság változása | Lakosság változása | Lakosság változása | Lakosság változása | Lakosság változása | Lakosság változása | Lakosság változása | Lakosság változása | Lakosság változása | Lakosság változása | Lakosság változása | Lakosság változása |
| ------------------ | ------------------ | ------------------ | ------------------ | ------------------ | ------------------ | ------------------ | ------------------ | ------------------ | ------------------ | ------------------ | ------------------ | ------------------ | ------------------ | ------------------ | ------------------ |
| 1857               | 1869               | 1880               | 1890               | 1900               | 1910               | 1921               | 1931               | 1948               | 1953               | 1961               | 1971               | 1981               | 1991               | 2001               | 2011               |
| 476                | 1.406              | 549                | 684                | 754                | 914                | 1.069              | 925                | 908                | 878                | 729                | 469                | 229                | 145                | 168                | 150                |

(1869-ben és 1921-ben Drvenik Mali, 1869-ben pedig Vinišće lakosságát is hozzá számították.)

## Nevezetességei
- Szent György tiszteletére szentelt plébániatemploma[5] a kikötő feletti platón áll. 1500 körül épült, a 18. században barokk stílusban bővítették. Körülötte temető található, de sírok vannak a templom hajójában is. A sziget történetírója Živan Bezić szerint egy késő középkori egyhajós, profán, apszis nélküli templom is állt a Mandrač nevű részen. E feltevésre a választ csak egy régészeti feltárás adhatja meg.[2]
- A Szent Miklós templom a 93 méter magas Gračina nevű dombon áll. 1715-ben építették a tengerészek fogadalmi templomaként. Egyhajós épület négyszögletes apszissal, homlokzata felett pengefalú harangtoronnyal. A régészeti kutatások megerősítették, hogy egy negyvenszer ötven méteres ovális alaprajzú történelem előtti erődített település közepére építették, mely két-három szárazon rakott falgyűrűvel rendelkezett.[2] Korát az itt talált római kori cseréptöredékek, használati tárgyak maradványai keltezik.
- A Gračina lábánál a mezei út mellett ókori kerámia és amfora töredékek kerültek elő. Ezek alapján itt is feltárandó régészeti lelőhelyet feltételeznek.[2]
- A szigeten az ókorban és középkorban több kőbánya is működött
- A közeli kis Mali Krknjaš-sziget déli, keleti és nyugati részén helyenként két méter magas falmaradványokat lehet találni, melyeket a Vulas család épített a 19. században a talajerózió megfékezésére. A sziget keleti oldalán mintegy tíz méter átmérőjű, egy méter magas bronzkori kőhalom látható. Korát a cserépmaradványokon kívül a Drvenik Veli-sziget átellenes öblében talált illír bronzkori lándzsa is meghatározza. Érdekesség, hogy a sziget a középkorban még félsziget volt, összeköttetésben Veli Krknjaš-sal.[2]
- A Drvenik Veli-szigettől délre fekvő Orud szigetén a Lokva nevű helyen római kori falak találhatók, melyek egykor egy villa rusticához tartoztak. Vrh Orudán, azaz Oruda hegyén ókori, késő középkori és újkori falmaradványok találhatók, ahol ókori és középkori töredékek kerültek elő. Az Ogradica nevű helyen ugyancsak számos ókori cseréptöreket találtak.[2]
- A sziget bővelkedik homokos és kavicsos strandokban. A szigetnek a Krknjaš szigetek felőli keleti oldala különösen alkalmas terep a vitorlázásra.